# Krzysztof Zarębski
Krzysztof Zarębski (ur. 22 lipca 1939 w Warszawie) – twórca performance, malarz, rzeźbiarz, autor scenografii. Dyplom z malarstwa na ASP w Warszawie w 1968. Jeden z pierwszych artystów performance w Polsce. Współpracował z Helmutem Kajzarem i Kazimierzem Braunem tworząc scenografię do spektakli teatralnych, m.in. do sztuk Różewicza i Becketta.

## Twórczość
Od 1981 roku mieszka i pracuje w Nowym Jorku. Działał z nowojorską grupą artystyczną Rivington School. Prezentował swoje prace w Palais de Beaux Arts Bruksela, Malmö Konsthall, Experimental Intermedia Nowy Jork, Galerii Studio Warszawa, Franklin Furnace Nowy Jork, International Institute Detroit, PS1, brał udział w Międzynarodowym Festiwalu Performance „Zamek Wyobraźni”.
Operuje rekwizytami – przedmiotami codziennego użytku, ciałem, roślinami, bryłkami lodu. Niemal od początku wprowadzał do swych akcji muzykę, która jest bardzo ważnym elementem jego wystąpień. Często współpracuje z muzykami (np. z Krzysztofem Knittlem).

## Wybrane Pokazy Indywidualne
- 1969 – Salon Debiutów, Warszawa.
- 1970 – Galeria „10”, Warszawa.
- 1973 – Galeria Współczesna, Warszawa; Muzeum w Kamieniu Pomorskim.
- 1974 – Galeria Remont, Warszawa; Vanersborg Museum, Szwecja.
- 1975 – Konstahall, Malmö, Szwecja.
- 1976 – Galeria Labirynt[2], Lublin.
- 1979 – Galeria Krytyków, Warszawa.
- 1983 – Kunststation, Kleisassen.
- 1985 – Freddie The Dreamer Gallery, Nowy Jork.
- 1988 – NOW Gallery, Nowy Jork; Tobe Art Gallery, Nowy Jork.
- 1989 – 128 Gallery, Nowy Jork.
- 1990 – PAAS Gallery, Nowy Jork.

## Performance
- 1971 – Liga Kobiet, Warszawa.
- 1972 – Sigma, Warszawa; Galeria EL, Elbląg.
- 1973 – BWA Lublin[3]; Galeria Współczesna, Warszawa.
- 1974 – Galeria Repassage, Warszawa; Biuro Poezji, Warszawa; Galeria Remont, Warszawa.
- 1975 – Malmö Konstahall.
- 1976 – Gent, Belgia; New Reform Gallery, Aalst; Palais de Beaux-Arts, Bruksela; OFERTA 76 Galeria Labirynt[2], Lublin.
- 1977 – KUL, Lublin; Galeria Repassage, Warszawa.
- 1978 – International Artists Meeting („IAM”) Galeria Remont, Warszawa; Franklin Furnance, Nowy Jork[4]; Hallwalls Gallery, Buffalo.
- 1979 – Galeria Dziekanka, Warszawa; Lyngby Stadsbiblioteket, Kopenhaga; Konstahall Malmö; Fylkingen, Sztokholm.
- 1980 – Galeria MDM, Warszawa; Galeria Ślad, Łódź; Galeria M, Warszawa; Galeria Permafo, Wrocław; Galeria BWA, Przemyśl; Galeria Pryzmat, Kraków.
- 1981 – Kunstlerhaus Bethanien, Berlin; Raffinerie du Plan K, Bruksela; International Institute, Detroit.
- 1983 – Danceteria(inne języki), Nowy Jork; NO SE NO, Nowy Jork; Experimental Intermedia Foundation[5], Nowy Jork.
- 1984 – NO SE NO, Nowy Jork; Franklin Furnance, Nowy Jork.
- 1985 – Nada Gallery, Nowy Jork; NOW Gallery, Nowy Jork; Rivington School Sculpture Garden, Nowy Jork[6].
- 1986 – ABC No Rio(inne języki), Nowy Jork.
- 1988 – Stockwell Gallery, Nowy Jork.
- 1989 – 128 Gallery, Nowy Jork.
- 1991 – Experimental Intermedia, Nowy Jork; CB's 313, Nowy Jork.
- 1992 – The Living Theatre, Nowy Jork; Michel Kazan Townhouse of Beauty, Nowy Jork.
- 1998 – VI Międzynarodowy Festiwal Performance „Zamek Wyobraźni”, Bytów.
- 1999 – Galeria Grodzka, Lublin.
- 2000 – Festiwal „Warszawska Jesień”, Galeria Zachęta, Warszawa[7].
- 2003 – Performance Art Meeting, Ośrodek Sztuki Performance, Lublin[8].
- 2004 – L'art vivant en Pologne (Festiwal Nova Polska), Besançon.[9]
- 2007 – Park Naukowo-Techniczny, Gdynia[10].

## Wybrane wystawy zbiorowe
- 1972 – Sztuka Polska, Helsinki.
- 1973 – VIII Biennale, Paryż; Poland 73, Buenos Aires; Biennale Form Przestrzennych, Elbląg.
- 1974 – Biennale Grafiki, Kraków.
- 1977 – Galeria Maki, Tokio; Galeria Hallwalls(inne języki), Buffalo.
- 1978 – Beurschouwburg, Bruksela; „Performance i ciało”, Galeria Labirynt, Lublin.
- 1979 – „Words and Works”, De Appel Gallery, Amsterdam.
- 1981 – Spotkania Krakowskie, BWA Kraków[11].
- 1984 – „Musical Instruments by Artists”, Public Image Gallery, Nowy Jork; „Conspiracies”, Limbo, Nowy Jork; Nada Gallery, Nowy Jork.
- 1985 – „Variety”, A Gallery, Nowy Jork; Fredie The Dreamer Gallery, Nowy Jork; „Sculpture Inside-Out”, NO SE NO, Nowy Jork; ABC No Rio(inne języki), Nowy Jork; „The Rivington School”, NO SE NO, Nowy Jork[6]; „Mini max”, Nowy Jork; Apartment Art, Sixth Sense Gallery, Nowy Jork.
- 1986 – „Razorsharp”, Nolo Contendere Gallery, Nowy Jork; „Furniture Show”, Nowy Jork.
- 1987 -"The Late Show Disciples”, NO SE NO, Nowy Jork; „The Second Corning”, Dramatis Personae Gallery, Nowy Jork; NÓW Gallery, Nowy Jork; „Eye of a Storm”, Osaka; City Museum, Osaka; Artist Space, Nishinomiya, Japonia.
- 1988 – OKI Gallery, Innsbruck; „Prace z walizek”, Galeria Dziekanka, Warszawa; „Rivington School Show”, 128 Gallery, Nowy Jork.
- 1989 – „Rivington School”, AFR Fine Arts, Waszyngton.
- 1990 – Museum „Modern Art”, Hunfeld, Niemcy.
- 1991 – „Jesteśmy”[12], Galeria Zachęta Warszawa; „The Rivington School”, P.S.1 Museum, Nowy Jork.
- 1992 – Angel Orensanz Foundation, Nowy Jork.